# 진맹공
진맹공(陳猛公, 생몰년 미상)은 남북조시대 유송의 관료로 진영의 아들, 진도거의 부친이며 남진을 세운 진패선의 증조부이다. 다른 이름은 진맹(陳猛)이다.

## 생애
생전 유송의 안성태수(安成太守)를 지냈고 464년 진패선의 증조부이자 효공(孝公)으로 추존된 진도거를 낳았으며 언제 죽었는지는 전해지지 않는다. 증손자 진패선이 남진을 건국한 후, 안성부군(安成府君)으로 추존되어 칠묘에 모셔졌다. 신실의 등가(登歌)는 다음과 같다.
589년 남진이 멸망하자 안성부군의 묘역은 철거되었다.

## 가족
- 부친: 회안부군(懷安府君) 진영
- 모친: 불명
- 아들: 효황(孝皇) 진도거
- 손자: 문제(文帝) 진문찬